# Una voce per San Marino 2024
La terza edizione di Una voce per San Marino si è svolta dal 10 novembre 2023 al 24 febbraio 2024, e ha selezionato il rappresentante di San Marino all'Eurovision Song Contest 2024 a Malmö, in Svezia.
I vincitori sono stati i Megara con 11:11.
Nel 2025 la selezione viene sostituita con San Marino Song Contest 2025.

## Organizzazione
L'8 agosto 2023 l'emittente sammarinese San Marino RTV (SMRTV) ha confermato la partecipazione del paese all'Eurovision Song Contest 2024, annunciando inoltre l'organizzazione, in collaborazione con la Media Evolution, della terza edizione di Una voce per San Marino per la selezione del rappresentante eurovisivo nazionale.
Nello stesso giorno sono stati annunciati tutti i dettagli relativi all'evento. Contemporaneamente SMRTV e Media Evolution hanno inoltre dato la possibilità a gli aspiranti partecipanti di inviare i propri brani entro il 10 gennaio 2024. Gli artisti, selezionati dalla giuria d'esperti, hanno preso parte a dei casting preliminari che si sono svolti presso San Marino Outlet Experience di Falciano. La prima parte dei casting si è svolta dal 10 al 12 novembre 2023, la seconda dal 1º al 3 dicembre 2023 e, infine, un'ultima parte che si è svolta dal 12 al 14 e dal 18 al 20 gennaio 2024. A differenza dell'edizione precedente, solo gli artisti della categoria Emergenti hanno preso parte alla fase dei casting e alle semifinali, mentre otto artisti Big, selezionati da Media Evolution, hanno accesso direttamente alla finale.
Oltre alla selezione tramite casting, l'emittente SMRTV ha successivamente  avviato una collaborazione con la startup britannica Casperaki con l'obiettivo di selezionare un ulteriore finalista. Dal 27 novembre 2023 al 15 gennaio 2024, gli artisti interessati hanno avuto la possibilità di inviare i propri brani sulla piattaforma di Casperaki, ove hanno potuto svilupparlo attraverso l'ausilio dell'intelligenza artificiale. Una commissione ha selezionato i 10 artisti con le canzoni migliori tra le proposte ricevute, i quali sono stati invitati a prendere parte ad un laboratorio musicale a Londra, ove una giuria d'esperti ha decretato il vincitore, che ha avuto accesso diretto alla finale.
Dopo i casting preliminari, gli artisti selezionati si sono sfidati in cinque semifinali, di cui una che ha avuto funzione da fase di ripescaggio, per ottenere un posto nella finale del 24 febbraio 2024, dove il voto della giuria d'esperti ha decretato il vincitore.

### Giurie
La giuria delle semifinali e del ripescaggio è stata composta da:
- Mimmo Paganelli, produttore musicale;
- Emilio Munda, cantautore e musicista;
- Lia Fiorio, conduttrice radiofonica e commentatrice di San Marino all'Eurovision Song Contest.

La giuria della finale è stata composta da:
- Celso Valli, presidente di giuria, compositore, arrangiatore e produttore discografico;
- Anna Bischi, musicista;
- Clarissa Martinelli, giornalista;
- John Vignola, giornalista;
- Steve Lyon, produttore discografico.

## Selezioni
Una commissione musicale ha selezionato per conto della Media Evolution, tra le 700 candidature provenienti da 31 paesi, gli artisti che hanno preso parte a quattro periodi di selezioni preliminari che si sono svolte rispettivamente dal 10 al 12 novembre 2023, dal 1° al 3 dicembre 2023, dal 12 al 14 gennaio 2024 ed, infine, dal 18 al 20 gennaio 2024. Per la prima volta nella storia del concorso sono state aggiunte delle selezioni online nel periodo dal 22 al 23 gennaio 2024.
Periodo 10 - 12 novembre 2023     Accede alle semifinali
| #  | Artista               |
| -- | --------------------- |
| 1  | The Atlantis          |
| 2  | Will on Earth         |
| 3  | Ilyth                 |
| 4  | Aale                  |
| 5  | Sissy                 |
| 6  | Umabe                 |
| 7  | Vincent               |
| 8  | Karma                 |
| 9  | Prima                 |
| 10 | Drum N' Jack          |
| 11 | Zell                  |
| 12 | Hand on Heart         |
| 13 | This is Elle          |
| 14 | Morena                |
| 15 | Eklettika             |
| 16 | Elena                 |
| 17 | Alessio's Mind        |
| 18 | Gem                   |
| 19 | Fab Mayenga           |
| 20 | Viva                  |
| 21 | The Sidèra            |
| 22 | Dhesia                |
| 23 | Maurizio Rastelletti  |
| 24 | Fausto Rossi          |
| 25 | Diego Rojas Chaigneau |
| 26 | Eki & Katy            |

| # | Artista              |
| - | -------------------- |
| 1 | Giada Fazi           |
| 2 | Oara                 |
| 3 | Damiano è una regola |
| 4 | Acousticouple        |
| 5 | Cristian Viper       |
| 6 | Gretel               |
| 7 | Nekò                 |

| # | Artista          |
| - | ---------------- |
| 1 | Bluesy           |
| 2 | OnlySara         |
| 3 | Alessandro Bruni |
| 4 | Sciaco           |
| 5 | Zaira            |
| 6 | Julia            |
| 7 | Gega             |
| 8 | Falling Giant    |
| 9 | Malvax           |

Periodo 1º - 2 dicembre 2023     Accede alle semifinali
| #  | Artista          |
| -- | ---------------- |
| 1  | Thea             |
| 2  | Daudia           |
| 3  | Ela              |
| 4  | Bellamorèa       |
| 5  | Gaia Belletti    |
| 6  | Chiara Valentini |
| 7  | Guglielmo        |
| 8  | Andre S.         |
| 9  | Alessio De Cicco |
| 10 | Aleph            |
| 11 | Federubin        |
| 12 | Dez              |
| 13 | DJ Belle         |
| 14 | Cinzia Paoletti  |
| 15 | Kida             |
| 16 | Tyrone           |
| 17 | Lord Spark       |
| 18 | Alessia Felici   |
| 19 | Alis Ray         |
| 20 | Mhora            |
| 21 | Ilaria           |
| 22 | Anina            |
| 23 | Sika & Lurose    |
| 24 | Corde Libere     |
| 25 | Allegra          |

| #  | Artista             |
| -- | ------------------- |
| 1  | Masala & Foresta    |
| 2  | Dafne               |
| 3  | Flat Bit            |
| 4  | Ladrone00           |
| 5  | Deschema            |
| 6  | Desil               |
| 7  | Ivan                |
| 8  | Myky                |
| 9  | Lorenzo Postiglione |
| 10 | Gelida              |
| 11 | Brenda Novella      |
| 12 | Mansutti            |
| 13 | Michela Baselice    |
| 14 | Ros-Aria            |
| 15 | Haru                |
| 16 | Mad                 |

Periodo 12 - 14 gennaio 2024     Accede alle semifinali
| #  | Artista                   |
| -- | ------------------------- |
| 1  | Andrea Licciardo          |
| 2  | CaTa                      |
| 3  | Alabaster                 |
| 4  | Simon Evans               |
| 5  | Meri Lu Jacket            |
| 6  | Francesco Balasso         |
| 7  | Timea Göghova             |
| 8  | Omar Corcos               |
| 9  | Diamante                  |
| 10 | Alessandro & Guya Canino  |
| 11 | Filippo Ferrante          |
| 12 | Francesca Bernardini      |
| 13 | Malemà                    |
| 14 | Vitania                   |
| 15 | LaFlamme                  |
| 16 | Madè                      |
| 17 | Mate                      |
| 18 | La Bebae                  |
| 19 | Uragano                   |
| 20 | Blonde Brothers           |
| 21 | Frammenti                 |
| 22 | Crisalide                 |
| 23 | Missing Ink               |
| 24 | Auroro Borealo & Martelli |
| 25 | Kevin                     |
| 26 | Francesco Mariani         |
| 27 | HBH Band                  |
| 28 | Papillon                  |
| 29 | Kija                      |
| 30 | Piera                     |

| #  | Artista           |
| -- | ----------------- |
| 1  | Cristiano Cosa    |
| 2  | Mr & Mrs          |
| 3  | Veronica          |
| 4  | Diego Federico    |
| 5  | Famasongs         |
| 6  | Vee Jeck          |
| 7  | Camilla Rinaldi   |
| 8  | Dalîlah           |
| 9  | Lumied            |
| 10 | Atwood            |
| 11 | Sinforosa         |
| 12 | Babols            |
| 13 | RanMa             |
| 14 | Effemme           |
| 15 | Mark              |
| 16 | Aba               |
| 17 | GreZma            |
| 18 | Tommaso Sangiorgi |
| 19 | Why Xes           |
| 20 | Lasties           |
| 21 | Dr Myine          |
| 22 | Feel              |
| 23 | Chiara Trotta     |
| 24 | Mace              |
| 25 | Cainero           |
| 26 | Senzavolto        |

| #  | Artista                       |
| -- | ----------------------------- |
| 1  | Gynevra                       |
| 2  | Mangodream                    |
| 3  | Clairet                       |
| 4  | Marcolisa feat. Johanna & HGM |
| 5  | Sounds of Liberty             |
| 6  | De Mo                         |
| 7  | Vincenzo Ferraro              |
| 8  | Nicole                        |
| 9  | Jestar's                      |
| 10 | Fijord                        |
| 11 | Raffi                         |
| 12 | Junaisinsane                  |
| 13 | Manuel Meroni                 |
| 14 | Elina                         |
| 15 | Glorya                        |
| 16 | The Miss                      |
| 17 | Ego Meco                      |
| 18 | Umas                          |
| 19 | Lanona                        |
| 20 | Sara Naldi                    |
| 21 | Alessandro Orlando Graziano   |
| 22 | Ilenia Suffredini             |
| 23 | Cristina Macchiavelli         |
| 24 | Mirjam                        |
| 25 | Dia                           |
| 26 | Möly & Nicole Bullet          |
| 27 | Il Vaso di Pandora            |

Periodo 18 - 20 gennaio 2024     Accede alle semifinali
| #  | Artista               |
| -- | --------------------- |
| 1  | Alessio Gandolfi      |
| 2  | Alessandra Cossu      |
| 3  | Elis                  |
| 4  | Manuel Meroni         |
| 5  | Leonor & Enea         |
| 6  | Pierangelo            |
| 7  | Nemo                  |
| 8  | Zelena                |
| 9  | Itama                 |
| 10 | Richard Wølf          |
| 11 | Luca Breuza           |
| 12 | Didi                  |
| 13 | Eda Marì              |
| 14 | Kimono                |
| 15 | Noor                  |
| 16 | Edoardo Brogi         |
| 17 | Giulia B.             |
| 18 | Edoardo Tischer       |
| 19 | Edson                 |
| 20 | Memi                  |
| 21 | Dan e i suoi Fratelli |
| 22 | Camilla Ruffini       |
| 23 | Daiana Lou            |
| 24 | XGiove                |
| 25 | iSCRM                 |
| 26 | MilfShake             |

| #  | Artista                     |
| -- | --------------------------- |
| 1  | Nicola Squillace            |
| 2  | Sofia Villa                 |
| 3  | Ellesd                      |
| 4  | Felicity                    |
| 5  | Nicole                      |
| 6  | Jòlie                       |
| 7  | Blu Amarissimo              |
| 8  | Alessandro Orlando Graziano |
| 9  | Diego                       |
| 10 | Qualisksk                   |
| 11 | Iris                        |
| 12 | Xada                        |
| 13 | Alunno                      |
| 14 | Marcio                      |
| 15 | Aura d'Arco                 |
| 16 | Rita Manelli                |
| 17 | Procioney                   |
| 18 | Sonia                       |
| 19 | Beatrice Zoco               |
| 20 | Kaotika & Nuzzle            |

| #  | Artista                   |
| -- | ------------------------- |
| 1  | Alessandro Monteleone     |
| 2  | Raspa                     |
| 3  | Lasersight                |
| 4  | Rita Esse                 |
| 5  | Ssd Project feat. Azzurra |
| 6  | Out Offline               |
| 7  | Amanda                    |
| 8  | Stafan Quinto             |
| 9  | Sylvia Meritano           |
| 10 | Vane                      |
| 11 | Marco Nicolai             |
| 12 | Sasy Pisanti              |
| 13 | Camellini                 |
| 14 | Cabiria                   |
| 15 | Elisa Giuraudo            |
| 16 | Lord of the TrippyMonkeys |
| 17 | Known Physics             |
| 18 | Cinqueminuti              |
| 19 | Dəva                      |
| 20 | Sara Naldi                |
| 21 | Solo                      |
| 22 | Isoladellerose            |
| 23 | Bush                      |
| 24 | Operapop                  |
| 25 | Asia                      |
| 26 | Serena Farolfi            |
| 27 | Umberto Alongi            |
| 28 | Booom!                    |
| 29 | Hidden Wolf               |
| 30 | Borgia                    |
| 31 | Miki Spire                |
| 32 | Valerio Sgargi            |
| 33 | Futura                    |
| 34 | Isotta                    |
| 35 | Lico                      |
| 36 | Maddalena                 |

Periodo 22 - 23 gennaio 2024 (Online)     Accede alle semifinali
| #  | Artista            |
| -- | ------------------ |
| 1  | Maria              |
| 2  | Tomash             |
| 3  | Emil Lindholm      |
| 4  | Schor              |
| 5  | Jucaso             |
| 6  | Nadine Randle      |
| 7  | Queentastic        |
| 8  | Denis Sapiro       |
| 9  | Marre Orientale    |
| 10 | Venn Smyth         |
| 11 | Spiros             |
| 12 | Hardrich           |
| 13 | Eliran Amar        |
| 14 | Álvaro Aragonez    |
| 15 | Jamil              |
| 16 | Einn. feat. Unamed |
| 17 | Megara             |
| 18 | Sandro Machado     |
| 19 | Colet              |
| 20 | The Graceful Tenor |
| 21 | Matt&Blue          |
| 22 | Casino Moon        |
| 23 | Daniel Marin       |
| 24 | Basti              |
| 25 | Me Gustas Fer      |
| 26 | Loco Böoomboxx     |
| 27 | Victor Arbelo      |
| 28 | Freddy             |
| 29 | Ricardo Vieira     |
| 30 | Rising Star        |

| #  | Artista              |
| -- | -------------------- |
| 1  | Mathias Holmgren     |
| 2  | Polina Rushe         |
| 3  | Alexa Lace           |
| 4  | Camilla              |
| 5  | Damn Ear             |
| 6  | George Wright        |
| 7  | Jessica Grech        |
| 8  | Ivan                 |
| 9  | Héctor Mira          |
| 10 | James Jones          |
| 11 | Gerda                |
| 12 | Rachel Lowell        |
| 13 | True Vision          |
| 14 | She Died In Coventry |

## Semifinali
Le semifinali si sono svolte in tra il 15 e il 16 febbraio 2024, sono state trasmesse in cinque serate dal 19 al 23 febbraio 2024, presentate da Ilenia De Sena e Camillia Spinelli, e hanno visto i 129 partecipanti selezionati competere per gli 8 posti destinati alla finale. La divisione delle semifinali è stata resa nota il 30 gennaio 2024, in concomitanza con l'annuncio dei semifinalisti.

### Prima semifinale
Qualificato alla finale
     Qualificato al ripescaggio
| #  | Artista           | Titolo                                |
| -- | ----------------- | ------------------------------------- |
| 1  | Alabaster         | Antartide                             |
| 2  | Aleph             | Amami                                 |
| 3  | Alessandro Bruni  | Un secondo eterno                     |
| 4  | Alis Ray          | Flow of Love                          |
| 5  | Allegra           | Re Mida                               |
| 6  | Amanda            | Dejavu                                |
| 7  | Cabiria           | Fable                                 |
| 8  | Dafne             | Dentro la mia testa                   |
| 9  | Daudia            | With You                              |
| 10 | Ela               | Parthenope                            |
| 11 | Elena             | Macchina in corsa                     |
| 12 | Frammenti         | Weekend                               |
| 13 | Giada Fazi        | Us                                    |
| 14 | Héctor Mira       | Siente                                |
| 15 | Ilenia Suffredini | Adrenalina                            |
| 16 | Isoladellerose    | Se andrò all'inferno tu verrai con me |
| 17 | Isotta            | Coming Out                            |
| 18 | Itama             | Chorizo                               |
| 19 | Julia             | Viola sotto zero                      |
| 20 | Kija              | Disco Love                            |
| 21 | Loco Böoomboxx    | In forma                              |
| 22 | Lord Spark        | Close to You                          |
| 23 | Mace              | Vivimi                                |
| 24 | Masala & Foresta  | Paranoia                              |
| 25 | Miki Spire        | Fulmine                               |
| 26 | RanMa             | Window                                |
| 27 | Sciaco            | KO                                    |
| 28 | Simon Evans       | Anywhere to Go                        |
| 29 | Tommaso Sangiorgi | Il canto delle paure                  |
| 30 | Venn Smyth        | Jumper                                |
| 31 | Zaira             | Sacchetto di plastica                 |

### Seconda semifinale
Qualificato al ripescaggio
     Qualificato alla finale
     Assente
| #  | Artista               | Titolo                       |
| -- | --------------------- | ---------------------------- |
| 1  | Aale                  | All Black                    |
| 2  | Acousticouple         | —                            |
| 3  | Alessio De Cicco      | Fragile                      |
| 4  | Alessio's Mind        | We're Burning                |
| 5  | Anthony               | State of Mind (S.O.M)        |
| 6  | Babols                | Balla balla                  |
| 7  | Basti                 | Rhythm in the Rain           |
| 8  | Booom!                | Dance like This              |
| 9  | Camellini             | Patchwork                    |
| 10 | Dan e i suoi Fratelli | Il Mottarello                |
| 11 | Deschema              | Demoni                       |
| 12 | Dia                   | The Greatest Love            |
| 13 | Edoardo Brogi         | Magari subito                |
| 14 | Falling Giant         | Show of the False            |
| 15 | Feel                  | How Could I Know             |
| 16 | Francesco Balasso     | Eiffel                       |
| 17 | Guglielmo             | Sesso e lacrime              |
| 18 | Haru                  | Kalimba                      |
| 19 | Jucaso                | Hey Ciao!                    |
| 20 | La Bebae              | Scanner                      |
| 21 | Lanona                | Se questa notte              |
| 22 | Lasties               | Romantic Killer              |
| 23 | Manuel Meroni         | Il respiro delle rondini     |
| 24 | Megara                | 11:11                        |
| 25 | Nemo                  | Chimera                      |
| 26 | Senzavolto            | Ancora è notte               |
| 27 | Sika & Lurose         | Veneno                       |
| 28 | Sofia Villa           | Just a Page                  |
| 29 | Tomash                | Not Alone                    |
| 30 | Valerio Sgargi        | Polvere                      |
| 31 | Will on Earth         | Deep Inside the Heart of Men |

### Terza semifinale
Qualificato alla finale
     Qualificato al ripescaggio
     Assente
| #  | Artista                  | Titolo              |
| -- | ------------------------ | ------------------- |
| 1  | Xada                     | Shell               |
| 2  | Alessandro & Guya Canino | Liberi tutti quanti |
| 3  | Alunno                   | Inevitabile         |
| 4  | Atwood                   | Can't Stop Me       |
| 5  | Camilla Rinaldi          | Rara                |
| 6  | Camilla Ruffini          | Mi dicono           |
| 7  | Cinzia Paoletti          | Tallone d'Achille   |
| 8  | Corde Libere             | Deserti in viaggio  |
| 9  | Cristiano Cosa           | Crescere            |
| 10 | Daiana Lou               | Trauma              |
| 11 | Daniel Marin             | —                   |
| 12 | Eki & Katy               | Oro e diamante      |
| 13 | Elina                    | Ti amo              |
| 14 | Emil Lindholm            | Try My Luck         |
| 15 | Fijord                   | Giulia              |
| 16 | Ilyth                    | Love                |
| 17 | Karma                    | Meglio di no        |
| 18 | Lorenzo Postiglione      | Pochi eroi          |
| 19 | Malvax                   | La Spezia           |
| 20 | Mark                     | Return              |
| 21 | Mate                     | Big Mama            |
| 22 | Mhora                    | Le labbra in fumo   |
| 23 | Michela Baselice         | Abbassa la cresta   |
| 24 | Noor                     | Canzone tragicomica |
| 25 | Operapop                 | Like Angels         |
| 26 | Ros-Aria                 | Blu notte           |
| 27 | The Atlantis             | Heart of the Abyss  |
| 28 | The Miss                 | L'enfer             |
| 29 | This is Elle             | Gold                |
| 30 | XGiove                   | Nostalgia           |

### Quarta semifinale
Qualificato alla finale
     Qualificato al ripescaggio
| #  | Artista                   | Titolo              |
| -- | ------------------------- | ------------------- |
| 1  | Auroro Borealo & Martelli | Giù dal pero        |
| 2  | Bluesy                    | Dune                |
| 3  | Brenda Novella            | Where I Belong      |
| 4  | Cainero                   | Buio                |
| 5  | Casino Moon               | La chiave           |
| 6  | Dəva                      | One Love            |
| 7  | Dez                       | Freedom             |
| 8  | Diego Federico            | Drop It             |
| 9  | Effemme                   | Half Full Glass     |
| 10 | Eklettika                 | Occhi viola         |
| 11 | Elis                      | A me                |
| 12 | Federubin                 | Maddalena           |
| 13 | Flat Bit                  | Una disco           |
| 14 | Gelida                    | Occhi di ghiaccio   |
| 15 | Junaisinsane              | Don't Care About    |
| 16 | Known Physics             | Call My Name        |
| 17 | Mad                       | Terra rossa         |
| 18 | Mirjam                    | Io amo              |
| 19 | Myky                      | Coming Home         |
| 20 | Nadine Randle             | What's on Your Mind |
| 21 | OnlySara                  | Drama Queen         |
| 22 | Prima                     | Ferma               |
| 23 | Raffi                     | E poi ti voglio     |
| 24 | Sandro Machado            | Mi sangas sen vi    |
| 25 | Spiros                    | C'est ma guerre     |
| 26 | Thea                      | Nordic Sages        |
| 27 | Veronica & Faber          | Stangers            |
| 28 | Vincent                   | Lalla               |
| 29 | Vitania                   | Lia                 |
| 30 | Viva                      | Sono come te        |

### Quinta semifinale(Semifinale sammarinese)
Qualificato alla finale
     Assente
| # | Artista           | Titolo           |
| - | ----------------- | ---------------- |
| 1 | Alessia Felici    | Non conviene mai |
| 2 | Francesco Mariani | Breathe          |
| 3 | Giulia B.         | —                |
| 4 | Gynevra           | Il mio nome      |
| 5 | HBH Band          | I Can Be Real    |
| 6 | Kida              | Invincibile      |
| 7 | Why Xes           | Fatti a musica   |

Ripescaggio
Poco dopo lo svolgimento della quinta semifinale, si è svolto il ripescaggio, ove i sedici artisti selezionati hanno gareggiato per gli ultimi 3 posti destinati per la finale.
     Qualificato alla finale
| #  | Artista          | Titolo              |
| -- | ---------------- | ------------------- |
| 1  | Basti            | Rhythm in the Rain  |
| 2  | Camellini        | Patchwork           |
| 3  | Cinzia Paoletti  | Tallone d'Achille   |
| 4  | Corde Libere     | Deserti in viaggio  |
| 5  | Dəva             | One Love            |
| 6  | Edoardo Brogi    | Magari subito       |
| 7  | Effemme          | Half Full Glass     |
| 8  | Itama            | Chorizo             |
| 9  | Mace             | Vivimi              |
| 10 | Masala & Foresta | Paranoia            |
| 11 | Megara           | 11:11               |
| 12 | Nadine Randle    | What's on Your Mind |
| 13 | Sandro Machado   | Mi sangas sen vi    |
| 14 | Simon Evans      | Anywhere to Go      |
| 15 | This is Elle     | Gold                |
| 16 | XGiove           | Nostalgia           |

## The San Marino Sessions
The San Marino Sessions è stata una selezione organizzata da SMRTV in collaborazione con la startup britannica Casperaki con l'obiettivo di selezionare un ulteriore finalista. Dal 27 novembre 2023 al 15 gennaio 2024, gli artisti interessati hanno avuto la possibilità di inviare i propri brani sulla piattaforma di Casperaki, ove hanno potuto svilupparlo attraverso l'ausilio dell'intelligenza artificiale. Una commissione ha selezionato i 10 artisti con le composizioni migliori tra le proposte ricevute, i quali sono stati invitati a prendere parte ad un laboratorio musicale a Londra svoltasi tra il 18 e il 21 gennaio 2024.

La giuria di Una voce di San Marino, con l'ausilio del feedback del pubblico, ha selezionato Dana Gillespie con The Last Polar Bear da far accedere alla serata finale della manifestazione canora.
     Qualificato alla finale
| # | Artista        | Titolo              |
| - | -------------- | ------------------- |
| 1 | Dana Gillespie | The Last Polar Bear |
| 2 | Marie Wegener  | Dare to Dream       |
| 3 | Meg Birch      | Neon Rain           |
| 4 | Nicole Silva   | Corazón de mariposa |

## Finale
La finale si è svolta il 24 febbraio 2024 presso il Teatro Nuovo di Dogana, presentata da Fabrizio Biggio e Melissa Greta Marchetto, e ha visto competere i 9 artisti Big e gli 8 artisti qualificati dalla categoria Emergenti.
Tale serata viene ricordata come una disastrosa diretta televisiva, a causa dei numerosi inconvenienti ed errori occorsi durante la serata.
| #  | Artista                        | Titolo              | Posizione |
| -- | ------------------------------ | ------------------- | --------- |
| 1  | Pago                           | Il protagonista     | 17        |
| 2  | Daudia                         | With You            | 12        |
| 3  | XGiove                         | Nostalgia           | 8         |
| 4  | Aimie Atkinson                 | A Dare for Love     | 4         |
| 5  | Dez                            | Freedom             | 16        |
| 6  | Marcella Bella                 | Chi siamo davvero   | 6         |
| 7  | Aaron Sibley                   | Human               | 13        |
| 8  | Wlady, DJ Jad, Corona & Ice MC | Questa volta        | 14        |
| 9  | Loredana Bertè                 | Pazza               | 2         |
| 10 | Kida                           | Invincibile         | 15        |
| 11 | Booom!                         | Dance like This     | 5         |
| 12 | Jalisse                        | Il paradiso è qui   | 10        |
| 13 | Mate                           | Big Mama            | 9         |
| 14 | Masala & Foresta               | Paranoia            | 11        |
| 15 | La Rua                         | Governo del cuore   | 3         |
| 16 | Dana Gillespie                 | The Last Polar Bear | 7         |
| 17 | Megara                         | 11:11               | 1         |

## Premi
- Vincitore Una voce per San Marino 2024: Megara con 11:11
- Podio - secondo classificato Una voce per San Marino 2024: Loredana Bertè con Pazza
- Podio - terzo classificato Una voce per San Marino 2024: La Rua con Governo del cuore
- Premio della Critica per la miglior canzone: Loredana Bertè con Pazza
- Premio OGAE Italy per il brano più Eurovisivo: Loredana Bertè con Pazza
- Premio "Ludovico Di Meo" al miglior artista emergente: Megara con 11:11
- Premio "San Marino Outlet Experience" al miglior look: Jalisse con Il paradiso è qui
- Premio "Radio San Marino" al brano più radiofonico: La Rua con Governo del cuore